# Попем, Пол
По́л Грэ́м По́пем (англ. Paul Graham Popham; 6 октября 1941, Эммет, Айдахо, США — 7 мая 1987, Нью-Йорк, США) — американский военный и правозащитник. Майор Армии США. Службу проходил в 5-м кавалерийском полку и Силах специального назначения. Ветеран войны во Вьетнаме. Награждён Бронзовой звездой (1966) за проявленную в бою доблесть.
Открытый гомосексуал. Активный борец за права ЛГБТ людей в США. Основатель и президент просветительской, консультативной и пропагандистской организации для пациентов с диагнозом ВИЧ/СПИД Кризис здоровья у гомосексуалов. Сооснователь и председатель Совета по борьбе со СПИДом, лоббистской организации со штаб-квартирой в Вашингтоне. Прототип Брюса Нильса — персонажа пьесы «Нормальное сердце» Ларри Крамера, которая стала одним из первых драматических произведений, посвящённых проблеме эпидемии ВИЧ/СПИДа. Умер от осложнений связанных со СПИДом.

## Биография
Родился 6 октября 1941 года в городе Эммет, в штате Айдахо. Окончил Университет штата Орегон в Портленде в штате Орегон. Участвовал в войне во Вьетнаме. Служил в 5-м кавалерийском полку Армии США. В 1966 году в звании первого лейтенанта, командуя взводом, уничтожил подразделение противника, за что был награждён Бронзовой медалью. В 1969 году подал в отставку в звании майора Сил специального назначения Армии США и был зачислен в резерв.
В 1969—1980 годах работал в инвестиционном банке Irving Trust, который оставил, дослуживших до поста вице-президента банка. В 1980—1985 годах работал генеральным менеджером в медиахолдинге The McGraw-Hill.
В 1981 году, прочитав в газете статью о болезни, которая позже стала известна под названием СПИД, начал активно выступать в защиту прав и здоровья ЛГБТ людей. В том же году основал организацию Криз здоровья у гомосексуалов, целью которой была просветительская и консультативная работа среди людей, заболевших СПИДом. С 1981 по 1985 год был президентом этой организации. Следующий президент, Ричард Д. Данн, на похоронах Попема сказал: «Его история была совершенно противоположна обычной истории защитника прав гомосексуалов. Это была только проблема, такая как СПИД, которая вдохновляла таких людей, как Пол». В 1985 году Попем в интервью газете «Вашингтон пост» так говорил о начале своей правозащитной деятельности: «Люди умирали, и никто не заботился об этом. Внезапно молчание стало роскошью, которую я не мог себе позволить».
В феврале 1985 года самому Попему был поставлен диагноз СПИД. Он продолжал активно участвовать в работе организации Кризис здоровья у гомосексуалов, пока его болезнь не стала слишком тяжелой. Ларри Крамер, который позднее покинул ряды этой организации и основал СПИД-коалицию для мобилизации силы, часто спорил с Попемом. В книге «Отчёты о Холокосте. Формирование активиста по борьбе со СПИДом» он признался, что в своей пьесе «Нормальное сердце» (1985) сделал главного героя Неда Недса, прототипом которого был он сам, отрицательным персонажем, а Брюса Найлса, прототипом которого был Попем, изобразил сочувствующим лидером. Это было своеобразным раскаянием писателя.
Попем умер 7 мая 1987 года на Манхэттене в Нью-Йорке и был похоронен в Портленде. Попем был открытым гомосексуалом и состоял в длительных отношениях с Ричардом Дюлонгом.